# Alessio Romagnoli
Alessio Romagnoli (Anzio, 12 de janeiro de 1995) é um futebolista italiano que atua como zagueiro. Atualmente defende a Lazio.

## Carreira

### AS Roma
Romagnoli foi incluído, apesar de seus 17 anos de idade, pelo treinador Zdeněk Zeman na equipe principal, juntando-se ao time principal na pré-temporada e sendo chamado regularmente como reserva para os jogos da Serie A. Romagnoli fez sua estreia no time principal em 11 de dezembro de 2012 contra a Atalanta, jogando o jogo completo como titular. Em seguida, ele fez sua estreia na Serie A 12 dias mais tarde, como um substituto nos minutos finais de um jogo da liga contra o Milan. Ele marcou seu primeiro gol na Serie A em 3 de março de 2013 contra o Genoa. Pela Roma foram 14 partidas com 1 gol.

### Sampdoria
Chegou por empréstimo a Sampdoria para a temporada 2014–15. Foram 32 jogos e 2 gols pela equipe.

### Milan
Foi contratado pelo Milan ao fim da temporada de empréstimo a Sampdoria. O Milan desembolsou cerca de 25 milhões de euros pela contratação. Em 10 de agosto de 2018, tornou-se capitão do Rossonero após a saída de Leonardo Bonucci.

### Lazio
Foi contratado pela Lazio ao fim do contrato do jogador com o Milan, por isso foi contratado a custo zero.

## Seleção Italiana
Foi convocado pela primeira vez no dia 26 de agosto de 2016, após a Eurocopa, pelo técnico Giampiero Ventura.

## Títulos
Milan
- Supercopa da Itália: 2016
- Campeonato Italiano: 2021–22